# Војни логор на Медијани
Војни логор на Медијани данас део археолошког парка у источном делу Ниша, на пола пута за Нишку Бању, у време владавине цара Константина Великог, био је део одбрамбеног система римског насеље или комплекс летњих резиденција типа урбаних вила и велико пољопривредно газдинство, отвореног типа, покрај пута, који је од Наиса водио ка истоку, према Сердици и даље према Константинополису. Настао је највероватније као и само насеље на самом крају 3. или почетком 4. века, у доба Константина I, међутим, покретни налази који би поткрепили ову претпоставку, недостају.

## Положај
Војни логор се на лазио на благој падини Влашког брда, око 350 метар јужно од Виле са перистилом, у кругу данашње Електронске индустрије, на месту старог општинског гробља.

## Опис грађевине
Остаци војничког логара, које су описали Ф. Каниц и А. Оршић-Славетић, а некада су чинили утврђење су облика неправилног трапеза димензија:
- 87 m северно
- 70 m jужно
- 110 m западно
- 60 m источно.
- дебљине бедема је 1,50 m.

Логор је био са „великим зградама на источној страни“. У једној од тих зграда 1980. године констатовани су „остаци једне грађевине са уништеним мозаичким подом“.
Према утврђеној шеми, распоред просторија се смењују у по два низа мањих просторија за боравак, исте величине. Зидови објекта очувани су у приближно истој висини. После рушења виле око 378. године, ове бараке користили су новонасељени становници Медијане као простор за становање и друге делатности.
На више места константовани су и остаци радних површина различитих размера и конструкције.